# LGM-30 Minuteman

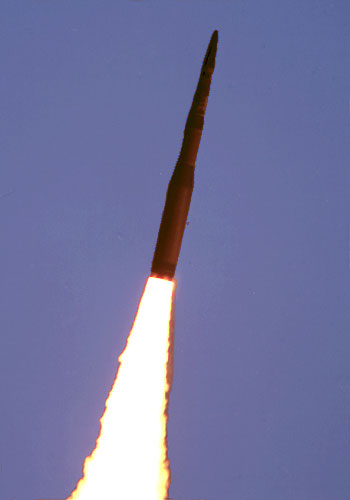
LGM-30 Minuteman II

LGM-30 Minuteman este singura rachetă balistică intercontinentală lansată din silozuri terestre în serviciul forțelor armate americane. Deși actualmente dispune de o singură ogivă nucleară, în trecut erau montate câte trei (MIRV), putând să le transporte la 9600 de km distanță. Este propulsată cu combustibil solid în trei trepte. Deține ghidaj inerțial.

Etapele zborului rachetei şi ale ogivelor

## Versiuni
- Minuteman I
- Minuteman II
- Minuteman III